# Clube Esportivo Nova Esperança
Il Clube Esportivo Nova Esperança, noto anche semplicemente come CENE, è una società calcistica brasiliana con sede nella città di Campo Grande, capitale dello stato del Mato Grosso do Sul.

## Storia
Il club è stato fondato il 15 dicembre 1999 nella città di Jardim, nel 2002 si è trasferito nella città di Campo Grande.
Ha partecipato al Campeonato Brasileiro Série C nel 2001, 2002, 2003, e 2004, e al Campeonato Brasileiro Série D nel 2011 e nel 2012.

## Palmarès

### Competizioni statali
- Campionato Sul-Mato-Grossense: 6

2002, 2004, 2005, 2011, 2013, 2014